# Rem (física)
El rem (símbol rem) és una antiga unitat de mesura de la dosi equivalent i  dosi efectiva. Pren el seu nom de la frase en anglès Roentgen equivalent in man. Actualment és una unitat de mesura oficialment obsoleta per al Sistema Internacional d'Unitats i va ser reemplaçada el 1979 pel sievert (símbol Sv), però encara és molt utilitzada als Estats Units i el Canadà.

## Definició
El rem es va definir originalment com la dosi de radiació que té els mateixos efectes sobre la salut que una dosi d'un rad de raigs X.
En comparació amb les unitats del Sistema Internacional, tenim:
1 rem = 0,01 Sv
1 Sv = 100 rem

## Història
El rem es va anomenar originalment Reb (acrònim de Roentgen equivalent biological) i va ser rebatejat el 1950 per evitar la confusió amb una altra unitat utilitzada en el moment, el Rep o Roentgen equivalent physical, el predecessor del rad.
El terme va ser adoptat definitivament després de la publicació el 1955 de les primeres recomanacions de la Comissió Internacional de Proteccions Radiològiques. Durant molt temps es va mantenir com la  unitat de referència per a la definició d'estàndards de radiació. El 1979, va anar caient gradualment en desús a Europa, on va ésser reemplaçat pel sievert a la 16a Conferència General de Pesos i Mesures com a proposta de la ICRU i la CIPR. L'ús del rem als Estats Units està "totalment desaconsellat" per l'Institut Nacional d'Estàndards i Tecnologia dels Estats Units.